# HOBBY
HOBBY – salon modelarstwa i gier towarzyskich odbywający się od 2003 roku na Międzynarodowych Targach Poznańskich. Od początku Salon odbywał się co roku w okolicach końca października. Od roku 2019 Salon Hobby został przesunięty na połowę listopada. Na targach pokazywane są nowinki ze świata gier i świata modelarskiego. Odbywają się warsztaty i pokazy "Akademia Modelarstwa". Jedną z głównych atrakcji są Mistrzostwa Polski Modeli Kolejowych, podczas których modelarze z Polski prezentują swoje modele pojazdów trakcyjnych, innych pojazdów szynowych oraz elementów infrastruktury kolejowej. Co roku modelarze kolejowi z segmentów budują makietę modułową, która zajmuje większą część sali wystawowej. Również cyklicznie odbywają się Eliminacje Mistrzostw Samochodów Sterowanych Radiem.
Podczas XV edycji Salonu Hobby w dniach 16-17.11.2019 została zaprezentowana szersza formuła imprezy. Podczas targów oprócz modelarzy, gier planszowych i samochodów RC swoje stoiska miały strefy szycia, strefa sportowa, strefa klocków LEGO oraz strefa kultury i sztuki. Impreza została oddzielona od PGA i jedynymi targami towarzyszącymi były targi piwne.
17. edycja Salonu Hobby odbędzie się w terminie 4-5 grudnia 2021.